# Белое (озеро, Бурятия)
Бе́лое (Оронгойское, бур. Сагаан нуур) — минеральное озеро в Иволгинском районе Бурятии (Россия). Значение минерализации — 12,667 г/дм³.
Высота над уровнем моря — 525 м.

## География
Озеро, площадью 0,7 км², расположено на левобережье долины реки Оронгой (в 1,5 км севернее русла), в 1 км к северу от станции Оронгой и в 3 км к северо-западу от центральной части улуса Оронгой. В 1 км к югу от озера проходит железнодорожная линия Улан-Удэ — Наушки, к северо-западу в 100—300 метрах — федеральная автодорога А340 Улан-Удэ — Кяхта (Кяхтинский тракт).
Озеро вытянуто с юго-запада на северо-восток. Длина — 1,53 км, наибольшая ширина (в юго-западной части) — около 1 км. Питание осуществляется подземными источниками. Берега преимущественно заболочены. Глубина — 1—2 метра. Имеется не ярко выраженный сток в реку Оронгой.